# Allophoron
Allophoron es un género de hongos dentro del filo de Ascomycota. Al igual que Abrothallus (un género de su reino y división) y varios géneros dentro del filo ya mencionado, solo se ha conocido su reino y división. Es un género monotípico, conteniendo la única especie Allophoron farinosum.